# Éditions Goutte d'Or
La société Éditions Goutte d'Or est une maison d'édition de littérature créée en 2016 à Paris. Elle publie des auteurs contemporains français et des traductions d'auteurs étrangers.

## Historique
La maison d'édition est fondée en 2016, rue de Tombouctou, dans le quartier de la Goutte-d'Or à Paris, dont elle prend le nom. Elle est issue du projet de trois personnes – Geoffrey Le Guilcher, éditeur et reporter ; Clara Tellier Savary, chef d'édition du site de Courrier international ; et Johann Zarca, écrivain et blogueur – qui décident de se lancer dans le projet avec un capital de 6 000 euros. La ligne éditoriale est celle de la « littérature d'immersion » – proche du journalisme narratif –, engagée, politique, sociale et contemporaine,.
Commençant par des autopublications de ses fondateurs, la maison édite son premier livre, Steak Machine de Geoffrey Le Guilcher – vendu à 8 000 exemplaires, représentant un vrai succès d'édition pour ce type d'ouvrage –, en février 2017. Les éditions Goutte d'Or reçoivent leur premier prix littéraire en 2017, le prix de Flore, avec Paname Underground de Zarca. En 2020, la parution de Flic de Valentin Gendrot, récit d'une infiltration du journaliste dans la police, est le premier grand succès de vente de la maison d'édition.

## Principaux auteurs
- Zarca
- Geoffrey Le Guilcher
- Gabrielle Deydier
- Robin D'Angelo[6]
- Peter Singer
- Alexandre Kauffmann
- Valentin Gendrot[7],[8],[9]
- Christophe Tison